# شهرک پتروشی (استان آمور)
شهرک پتروشی (به لاتین: Petrushi) یک منطقهٔ مسکونی در روسیه است که در استان آمور واقع شده‌است.